# Eric Carruthers
Eric Dudley Carruthers (10. listopadu 1895 Ontario, Kanada – 19. listopadu 1931, Pidworth) byl britský reprezentační hokejový útočník.
S reprezentací Velké Británie získal jednu bronzovou olympijskou medaili (1924). Následně v roce 1928 vybojoval na zimních olympijských hrách s Britskou reprezentací 4. místo.

## Úspěchy
- Bronz na Letních olympijských hrách – 1924